# 胡定千
胡定千（1910年—2011年2月17日），湖北孝感人，中国人民解放军将领、中国人民解放军开国少将。

## 生平
1928年，加入中国共产主义青年团。1930年，参加中国工农红军。同年转入中国共产党。第一次国共内战期间，担任红三十师第三十九团连司务长、排长，红四方面军第四军第十二师第三十六团副连长、连政治指导员、营政治委员，红九军第二十七师第七十九团政治处副主任。1937年2月，周骏鸣到延安向党中央汇报工作，7月随其到鄂豫边，部队发展到200多人，改编为豫南人民抗日军独立团，12月独立团编为新四军第4支队第8团，周骏鸣任团长，胡定千任团参谋长、支队司令员、团长、军分区参谋长、新四军2师6旅参谋长等。第二次国共内战期间，任华东野战军第七纵队参谋长，鲁中南军区第六军分区司令员，浙江军区嘉兴军分区司令员。
中华人民共和国成立后，担任华东军区政治干部学校副校长，政治师范学校副校长，解放军军事学院预科系主任，福州军区江西生产建设兵团副司令员，江西省军区副司令员、顾问。1955年，被授予少将军衔。荣获二级八一勋章、二级独立自由勋章、一级解放勋章。